# Pierre Lecomte du Noüy

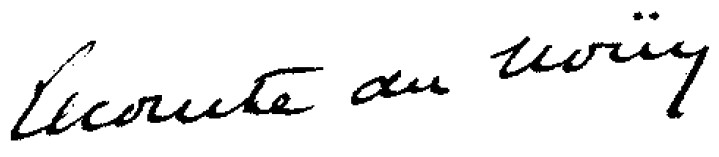
Firma di Pierre Lecomte du Noü

Pierre Lecomte du Noüy (Parigi, 20 dicembre 1883 – New York, 22 settembre 1947) è stato un fisico francese.

## Carriera accademica
Pierre Lecomte du Noüy si iscrisse nel 1913 all'Università della Sorbona, ma nel 1914 incontrò Alexis Carrel, che lo indusse ad indirizzarsi verso gli studi scientifici. Dopo essersi laureato in scienze naturali nel 1917, si trasferì negli Stati Uniti, dove dal 1919 al 1927 fu membro della Rockefeller University.
Tornato in Francia, dal 1927 al 1936 fu direttore del dipartimento di biofisica dell'Istituto Pasteur di Parigi. Nel 1937 fu nominato direttore dell'École pratique des hautes études. 
Dopo l'inizio della seconda guerra mondiale si trasferì ancora negli Stati Uniti, dove tenne molte conferenze volte ad indurre gli Stati Uniti ad entrare nel conflitto al fianco della Francia.
Produsse molti lavori originali in vari campi della fisica e della biofisica, ma è ricordato soprattutto per i suoi studi sulla tensione superficiale dei liquidi e per i suoi scritti sulla filosofia della scienza. Lecomte sosteneva che l'umanità potesse avere fiducia della scienza, ma che dovrebbe rendersi conto che si sa molto meno sul mondo materiale di quanto comunemente si crede.

## Telefinalismo
Du Noüy si convertì dall'agnosticismo al cristianesimo. Fu sostenitore di un'interpretazione teleologica e teistica dell'evoluzione. 
Nel suo libro L'Homme et sa destinée Lecomte du Nouÿ scrisse che l'evoluzione biologica continua a un piano spirituale e morale.
Du Noüy sviluppò una propria ipotesi di ortogenesi nota come "telefinalismo". Secondo Du Noüy l'evoluzione non si può verificare solo per caso, ma fin "dal principio del mondo ha seguito un percorso ascendente, sempre orientata nella stessa direzione." Pur accettando l'evoluzione, Du Noüy riteneva che la scienza non potesse spiegare tutti i fenomeni, in particolare l'origine della vita. Secondo la sua ipotesi telefinalista il regista del processo evolutivo è una causa trascendente che egli equiparava a Dio.

## Opere
- Équilibres superficiels des solutions colloïdales (Masson, 1929)
- La tension superficielle et sa mesure ("La Nature", n. 2857 - 1931)
- Méthodes physiques en biologie et en médecine (Baillière 1933)
- Le temps et la vie (N.R.F. 1936)
- La températures critique du sérum (Éditions Hermann, 1936)
- L'Homme devant la science (1939)
- L'Avenir de l'esprit
- La Dignité humaine (1942)
- L'Homme et sa destinée (1947)